# Rafael Romero Serrano
Rafael Romero Serrano, més conegut com a Fali (Còrdova, 22 de febrer de 1986) és un exfutbolista andalús que jugava de defensa.

## Trajectòria
Format en les categories inferiors del Córdoba CF, la temporada 2004-05, amb 19 anys, va debutar amb el primer equip, que en aquells dies militava en la Segona divisió espanyola de futbol. Va continuar en el club a pesar del descens de categoria al terme de la temporada, encara que tot just va gaudir d'oportunitats per a jugar.
Després de no superar una prova en el CD Villanueva, va acabar recalant en el Barcelona C durant el mercat d'hivern de la temporada 2006/07.
Després de la desaparició del segon filial blaugrana en finalitzar aquesta campanya, la temporada 2007/08 va pujar al FC Barcelona B, amb el qual es va proclamar campió de Tercera Divisió. A pesar de no ser titular assidu en l'equip dirigit per Josep Guardiola, aquesta mateixa temporada va tenir l'oportunitat de debutar amb el primer equip del FC Barcelona a Primera Divisió. Va ser el 17 de maig de 2008, coincidint amb l'última jornada de lliga davant el Reial Múrcia. Fali va saltar al camp en el minut 70 per a substituir Lilian Thuram en el lateral dret.
A pesar d'això, el seu contracte no va ser renovat en finalitzar la temporada. Després de rebutjar una oferta del Toulouse FC francès, va fitxar pel Terrassa FC de la Segona Divisió B.
En l'estiu del 2009 va fitxar per l'Écija Balompié de la Segona Divisió B.

## Selecció
La temporada 2004/05 va debutar amb la selecció sub-19 d'Espanya. També ha estat internacional en les categories inferiors de la selecció d'Andalusia, amb la qual es va proclamar campió d'Espanya juvenil.